# Uzodinma Iweala

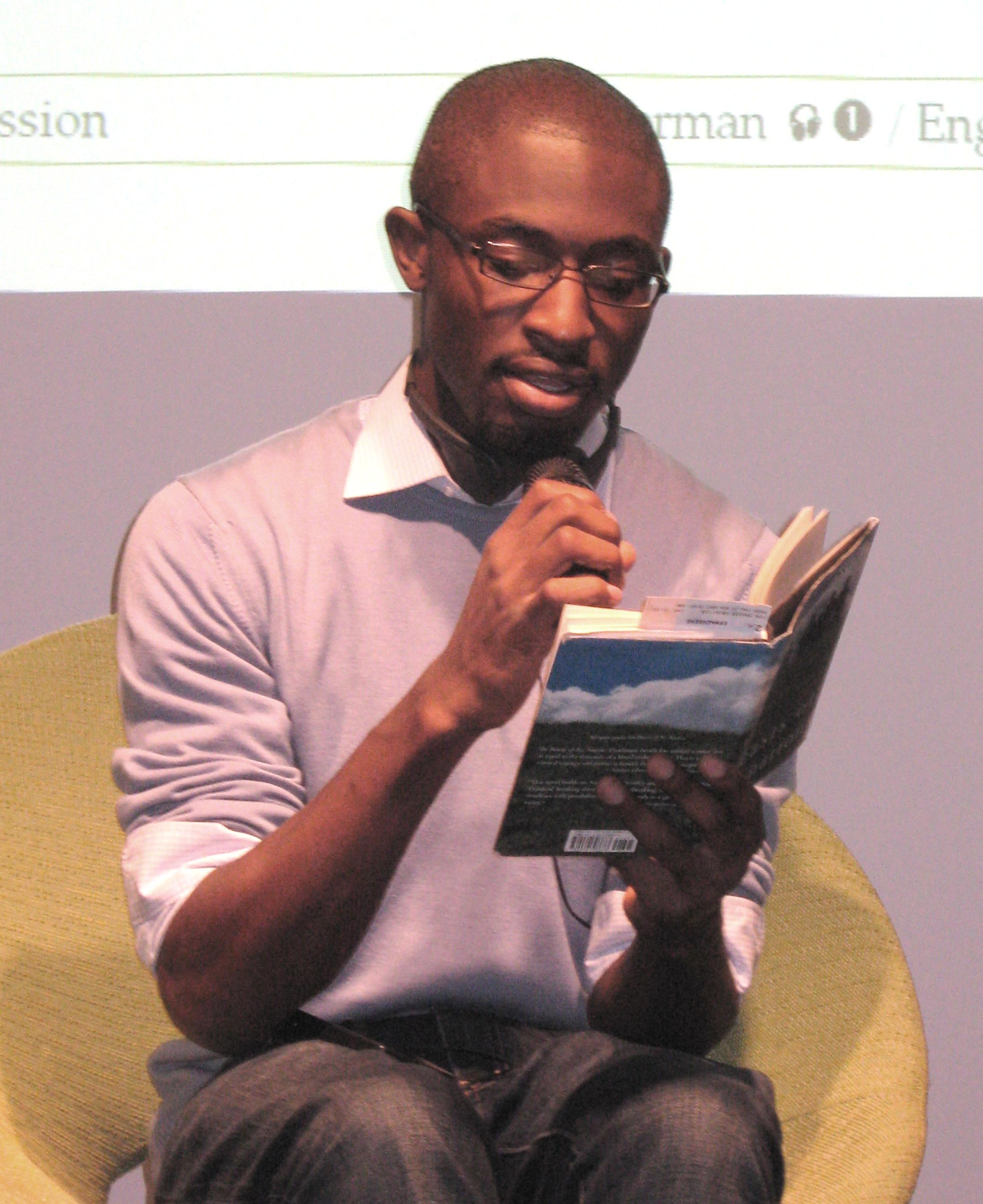
Uzodinma Iweala bei einer Lesung auf der Frankfurter Buchmesse am 17. Oktober 2008

Uzodinma Chukuka Iweala (* 5. November 1982 in Washington, D.C.) ist ein amerikanischer Schriftsteller und Arzt.

## Leben
Iweala entstammt dem nigerianischen Volk der Igbo; sein Vater Ikemba Iweala arbeitet als Neurochirurg am Washingtoner Providence Hospital, seine Mutter, Ngozi Okonjo-Iweala, war Vizepräsidentin der Weltbank und später Finanz- und Außenministerin von Nigeria und ist Generaldirektorin der Welthandelsorganisation. Er wuchs mit seinen Eltern und Geschwistern (eine ältere Schwester, zwei jüngere Brüder) in Potomac, Montgomery County, Maryland, einem Vorort von Washington, auf. Er besuchte die von der Washington National Cathedral betriebene Privatschule St. Albans School (STA) in Washington und studierte anschließend Creative Writing an der Harvard University.
Während seiner Schulzeit stieß er auf einen Newsweek-Artikel über Kindersoldaten in Afrika. Das Thema ließ ihn seitdem nicht mehr los und wurde zum Gegenstand seiner senior thesis in Harvard. 2004 graduierte er damit magna cum laude und erhielt in Harvard den Hoopes Prize und den Dorothy Hicks Lee Prize für die outstanding undergraduate thesis. Daraus wiederum entwickelte er seinen ersten Roman Beasts of No Nation über einen neunjährigen westafrikanischen Kindersoldaten namens Agu. Iwealas Betreuerin, die Schriftstellerin Jamaica Kincaid, hatte ihn ermutigt, die Ichform als Erzählperspektive zu wählen. Kincaid unterstützte Iweala auch dabei, einen Buchvertrag mit HarperCollins abzuschließen. Dort erschien sein Erstling im Herbst 2005.
Der Roman wurde weithin gelobt; so sprach die Londoner Times von Iweala als einer „vielversprechenden neuen Stimme“, und Salman Rushdie zeigte sich ebenfalls beeindruckt. Für seinen Roman erhielt Iweala den Discover Award 2006, war 2006 auf der Shortlist für den Commonwealth Writers' Prize für das beste Erstlingswerk der Region Afrika (den dann Doreen Baingana gewann) und erhielt außerdem den Sue Kaufman Prize for First Fiction der American Academy of Arts and Letters und den John Llewellyn Rhys Prize.
Der Leser wird direkt in den Kopf, in die Erlebniswelt des Jungen hineinversetzt, der seinen Vater verliert und dessen Mutter und Schwester ihn verlassen. Er wird von Soldaten gefangen genommen und steht vor der Wahl, entweder mitzumachen und selbst zu töten oder das Leben zu verlieren. Das Töten stößt ihn ab, er muss sich übergeben – und zerhackt dennoch seine Gegner mit der Machete, bis sie kaum mehr wie ein Mensch aussehen. Er fühlt sich schrecklich schuldig, aber erlebt sich als „Mann“, sieht sich als „keinen üblen Jungen“, als einen, der nur seine „Pflicht als Soldat“ tut – und erlebt die barbarische Faszination des Tötens. Er will dem Gemetzel entfliehen, ist andererseits wie hypnotisiert und verfällt mehr und mehr einem instinktiven Trieb. „Töten“, sagt ihm eines Tages sein Kommandant, „ist wie sich zu verlieben“. Im Kopf des Kindes gibt es „weder Vergangenheit noch Zukunft, nur Emotionen, die ihn durchschütteln, ein Chaos von Aggressivität und Passivität.“
Als sprachliche Form wählte Iweala eine Sprache, die an das nigerianische Pidgin-Englisch erinnert, jedoch, so Iweala bei einem Interview auf der Frankfurter Buchmesse 2008, eine von ihm erfundene Kunstsprache ist, in der außerdem auch Formen kindlichen Sprechens einflossen. Er überrascht den Leser mit der Kraft dieser „‚Kindersprache‘, ihren Unvollkommenheiten, ihren Bildern. Die Stimme, der Rhythmus, ja sogar die ‚Poesie‘ sind etwas vollkommen Neues.“
Das Buch wurde 2014 durch Cary Joji Fukunaga verfilmt. Die weltweiten Vertriebsrechte sicherte sich Netflix. Der Film erschien 2015 auf Netflix und in verschiedenen Kinos weltweit.
Nach seiner Harvard-Graduierung verbrachte er erstmals längere Zeit in Nigeria, wo er unter anderem in einem Flüchtlingscamp in Nordnigeria arbeitete. Seine Mutter war zu dieser Zeit Finanzministerin Nigerias. Danach arbeitete er ab Februar 2006 für ein Jahr in New York City für das gemeinnützige Millennium Villages Project. 2007 schrieb er in Nigeria an seinem zweiten Roman und begann schließlich im Herbst 2007 sein Medizinstudium an der Columbia University. Außerdem schreibt er regelmäßig Buchkritiken für die New York Times Book Review.

## Werke
- Beasts of No Nation. Thesis (Bachelor of Arts, Honors in English and American Literature and Language), Harvard University, 2004, bibliographischer Nachweis.
- Beasts of No Nation. HarperCollins, New York 2005. ISBN 0-06-079867-X.
  - Deutsche Ausgabe: Du sollst Bestie sein! Ammann, Zürich 2008. ISBN 978-3-250-60119-7. Übersetzung von Marcus Ingendaay.
  - als Fischer Taschenbuch, Frankfurt am Main 2010, ISBN 978-3-596-18449-1.
- Speak no evil. A novel. HarperCollins, New York 2018. ISBN 978-0-06-128492-2.